# Richard Boljahn
Richard Wilhelm Franz Boljahn (* 28. November 1912 in Bremen; † 19. Oktober 1992 in Bremen) war ein deutscher Politiker und Gewerkschafter. Er war von 1951 bis 1969 Fraktionsvorsitzender der SPD in der Bremischen Bürgerschaft und zudem lange Jahre Vorsitzender des DGB-Ortsvereins Bremen. Boljahn galt in den 1950er und 1960er Jahren neben Wilhelm Kaisen als die einflussreichste Persönlichkeit der Stadt, bevor er aufgrund einer politischen Affäre zurücktreten musste.

## Biografie

### Herkunft
Richard Boljahn wurde am 28. November 1912 als Sohn des Schlossers Richard Ernst Carl Boljahn (1883–1955) und seiner Ehefrau Anna Minna Marie geb. Klatt (1891–1965) in Bremen geboren.

### Ausbildung und Beruf
Boljahn absolvierte eine Ausbildung zum Klempner und Installateur. Er war als Klempner tätig unter anderem 1946 bei den Borgwardwerken.

### Politik
1927 trat Boljahn in die Sozialistische Arbeiter-Jugend und drei Jahre darauf in die SPD ein. Aufgrund seiner linken politischen Einstellung wurde er 1934 von den Nationalsozialisten kurzzeitig verhaftet. Von 1943 bis 1945 war er Soldat im Zweiten Weltkrieg.
1946 wurde Boljahn aufgrund seines gewerkschaftlichen Engagements Mitglied des Vorstandes des DGB-Ortsvereines in Bremen. Bei der am 13. Oktober 1946 stattfindenden ersten Bürgerschaftswahl nach dem Krieg wurde er zum Mitglied der Bremischen Bürgerschaft gewählt.

### Fraktionsvorsitzender
Am 10. April 1951 wählte die SPD-Fraktion in der Bürgerschaft Boljahn zu ihrem Fraktionsvorsitzenden. Er sollte diesen Posten für 18 Jahre innehaben. Zusätzlich war er stellvertretender Leiter der Baudeputation. Boljahn lehnte es jedoch trotz mehrfacher Bitten ab, als Senator zu kandidieren, da er sich in seiner Arbeit nicht einschränken wollte.
In seiner Funktion als einer der einflussreichsten Politiker verhinderte er unter anderem auf Bitten einiger Parteifreunde, die im Bremer Schnoorviertel lebten, den Bau eines Parkhauses in diesem Gebiet und setzte sich für den Bau der Stadthalle ein. Zu seinen besonderen Vertrauten zählten viele der damals in der Bürgerschaft vertretenen Ortsamtsleiter, unter anderem Heinz Meyer aus Huchting, sowie Gewerkschaftsvertreter wie Karl-Heinz Götze.
Aufgrund seines allumfassenden Einflusses in der Stadt wurde Boljahn von anderen Politikern oftmals als „König Richard“ bezeichnet.

### Weitere Ämter
Boljahn wurde 1953 geschäftsführender Vorsitzender des DGB-Ortsvereins Bremen und somit der mächtigste Gewerkschafter der Stadt. Im selben Jahr stieg er am 18. Februar zum Vorsitzenden des Aufsichtsrates der Wohnungsbaugesellschaft GEWOBA auf. In dieser Funktion war er maßgeblich verantwortlich für den Bau der Großwohnsiedlung im Stadtteil Vahr gegen Ende der 1950er Jahre. Den gleichen Posten bekleidete er ab 1963 auch in der städtischen Grundstücksgesellschaft Weser. Bereits 1961 war er zum Gewerkschaftsvertreter im Aufsichtsrat des sich in wirtschaftlichen Schwierigkeiten befindenden Automobilherstellers Borgward berufen worden, hatte diese Arbeit aber nach wenigen Monaten wieder aufgegeben, als er merkte, dass die Firma nicht zu retten war.

### Der langsame Fall
Ab etwa 1958 gab es zunehmende Kritik an Boljahn. Vor allem seine Allmacht in Politik und Wirtschaft wurde negativ aufgenommen. Der Bremer SPD-Bundestagsabgeordnete Hermann Hansing kritisierte ihn bereits um 1958 und erneut in den 1960er Jahren. Das Stuttgarter Magazin Zeitung warf ihm 1964 unumschränkte Macht vor, worauf er am 10. Juli desselben Jahres mit einer Strafanzeige wegen Beleidigung antwortete. Auf dem Landesparteitag der SPD am 15. März 1964 forderte er den seit neunzehn Jahren regierenden Bürgermeister Wilhelm Kaisen auf, vor der nächsten Wahl, die für das Jahr 1967 angesetzt war, auf sein Amt altersbedingt zu verzichten. Zwei Tage später kündigte Kaisen seinen Rücktritt mit Wirkung zum Juli 1965 an, dabei brachte er jedoch sein Missfallen über Boljahn zum Ausdruck. Das Vorgehen Boljahns löste in seiner Partei erheblichen Unmut aus. Am 23. Oktober 1965 forderten die Bremer Jusos erfolglos seinen Rücktritt als SPD-Fraktionsvorsitzender.

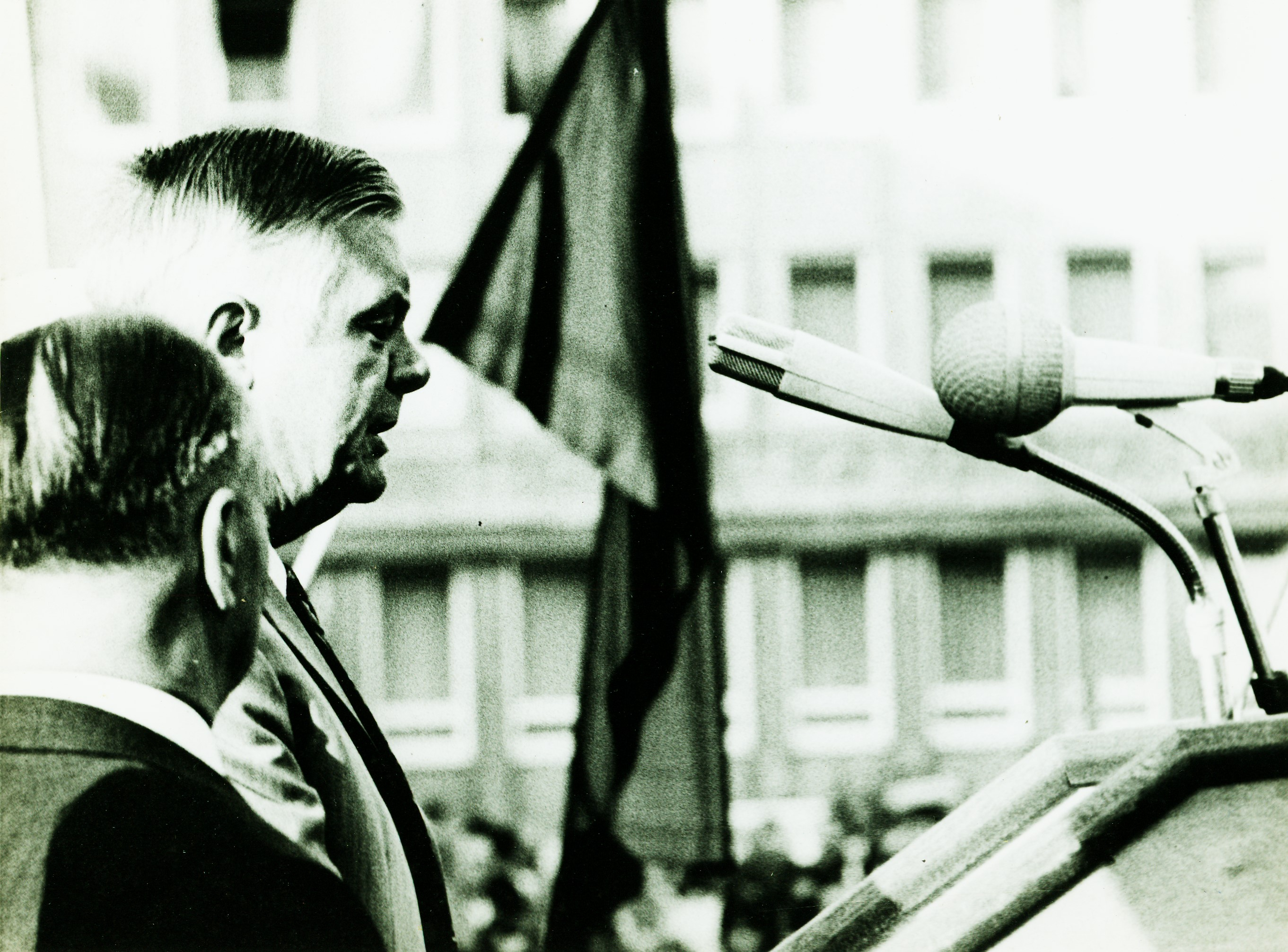
Richard Boljahn

Am 22. April 1966 stellte Boljahn dem Vorstand der Wohnungsbaugesellschaft GEWOBA die Pläne für die so genannte Großwohnsiedlung Hollerstadt vor, welche auf den Wiesen des westlichen Hollerlandes im Stadtteil Horn-Lehe entstehen und auf 300 Hektar rund 15.000 Wohneinheiten Platz für bis zu 50.000 Menschen bieten sollte. Die Ideen wurden von der SPD nicht getragen. Diese Entscheidung bedeutete die erste große Niederlage Boljahns. Das westliche Hollerland ist seit 1985 ein ausgewiesenes Naturschutzgebiet, der östliche Bereich ist bebaut.
Boljahns Verhältnis zum ab 1967 regierenden Bürgermeister Hans Koschnick war nicht gut. Koschnick missbilligte sein großspuriges Verhalten und befürwortete eine Beschneidung der politischen Macht Boljahns. Die Kritik an Boljahn und seiner politischen Allmacht wurde zunehmend stärker.

### Die Baulandaffäre
Am 24. Juni 1969 veröffentlichte der Weser-Kurier einen Artikel des Redakteurs Ulrich Manz bezüglich der Verbreiterung der Bundesautobahn 27 im Blockland und erwähnte dabei zweifelhafte Provisionszahlungen an den mit Boljahn befreundeten Grundstücksmakler Lohmann beim Kauf von Grundstücken im Verbreiterungsgebiet. Zwar waren auch Politiker der CDU und der FDP sowie Parteigenossen von Boljahn in die Affäre verwickelt, doch das Hauptaugenmerk richtete sich auf den SPD-Fraktionsvorsitzenden.
Boljahn wehrte sich gegen die Vorwürfe oder Beschuldigungen und beteuerte, er habe mit der Sache nichts zu tun. Doch am 7. Juli sah er sich nach einer Aufforderung durch die Gremien der SPD gezwungen, als Konsequenz aus der Baulandaffäre alle seine Parteiämter bis zur Klärung des Sachverhaltes niederzulegen. Zwei Tage darauf wurde von der Bürgerschaft ein Untersuchungsausschuss eingesetzt und mit der Aufdeckung der Ungereimtheiten beauftragt.
Knapp vier Wochen später wurde Boljahn am 11. August in seiner Position als DGB-Ortsvorsitzender für zwei Monate beurlaubt. Der SPD missfiel es, dass Boljahn sein Bürgerschaftsmandat nicht freiwillig ruhen lassen wollte, und so leiteten der Landesvorstand und der Unterbezirksvorstand der Partei am 18. August ein Parteiordnungsverfahren gegen ihn ein, um ihn doch noch zum Verzicht auf dieses Amt zu bewegen, was jedoch keinen Erfolg hatte. Er blieb Bürgerschaftsabgeordneter, trat allerdings am 6. November als Aufsichtsratsvorsitzender der GEWOBA zurück.
Die zwei Abschlussberichte des Untersuchungsausschusses wurden am 15. August 1970 vorgelegt und übten heftige Kritik an Boljahn und verschiedenen anderen Politikern. Im selben Monat beschloss die SPD in Bremen, Boljahn nicht für die Bürgerschaftswahl am 10. Oktober 1971 zu nominieren. Dieser reagierte gereizt und drohte Tatsachen über die Affäre zu veröffentlichen. Dazu kam es jedoch nicht, da die SPD-Fraktion Boljahn ermahnte und drohte ihn aus der Fraktion auszuschließen.
Nachfolger als SPD-Fraktionsvorsitzender wurde 1968 Gustav Böhrnsen.
Die abschließende Debatte zur Baulandaffäre fand am 21. September 1970 in der Bürgerschaft statt. Boljahn blieb ihr, wohl aus Ärger über das Verhalten seiner Partei ihm gegenüber, fern und teilte schriftlich mit, er wolle den Ablauf der Debatte nicht stören.

### Leben nach der Politik
Boljahn war nicht in der Lage, seine einstige politische Stellung wiederzugewinnen. Am 1. Februar 1971 trat er auch als Kreisvorsitzender des DGB zurück und legte sein Bürgerschaftsmandat nieder. Anschlussverwendung fand er bei der Neuen Heimat als Prokurist der Tochtergesellschaft Neue Heimat Kommunal und Umweltschutzbevollmächtigter der gesamten Neue-Heimat-Gruppe.

### Privates
Boljahn war seit dem 3. Dezember 1938 in erster Ehe mit der Modistin Antonia geb. Holtslag (1912–1977) verheiratet. Die Eheschließung fand in Bremen statt. Seit dem 7. Juli 1986 war er in zweiter Ehe mit Hilde Luise geb. Dannemann verheiratet. Die Eheschließung fand ebenfalls in Bremen statt. Richard Boljahn starb am 19. Oktober 1992 im Roten Kreuz Krankenhaus Bremen im Alter von 79 Jahren. Er wohnte zuletzt in der Ostender Straße 3 in Bremen.

## Ehrungen
Die Richard-Boljahn-Allee sowie der von dieser abzweigende Boljahn-Bogen wurden nach ihm benannt. Die Allee führt von West nach Ost durch den Stadtteil Vahr und die von ihm mit vorangetriebene Großwohnsiedlung.